# Verbandsgemeinde Elbe-Heide
Die Verbandsgemeinde Elbe-Heide ist eine Gebietskörperschaft im Nordosten des Landkreises Börde in Sachsen-Anhalt.

## Mitgliedsgemeinden
Die Verbandsgemeinde Elbe-Heide besteht aus folgenden sieben Mitgliedsgemeinden:
- Angern mit Bertingen, Mahlwinkel, Wenddorf und Zibberick
- Burgstall mit Blätz, Cröchern, Dolle und Sandbeiendorf
- Colbitz mit Ellersell und Lindhorst
- Loitsche-Heinrichsberg mit Ramstedt
- Rogätz mit Friedrichshöhe und Heinrichshorst
- Westheide mit Born, Hillersleben und Neuenhofe
- Zielitz mit Schricke

## Geographie
Die Verbandsgemeinde liegt zwischen der Colbitz-Letzlinger Heide und der Elbe, wodurch der Name entstand.

## Geschichte
Die Verbandsgemeinde wurde am 1. Januar 2010 gegründet, sie übernimmt die Verwaltungsaufgaben der zeitgleich aufgelösten Verwaltungsgemeinschaft Elbe-Heide, sowie einige Aufgaben, die bisher bei den Mitgliedsgemeinden lagen.
Vor dem Hintergrund der Gemeindegebietsreform, die vorsieht, dass Mitgliedsgemeinden einer Verbandsgemeinde mindestens 1000 Einwohner haben müssen und außerdem die Anzahl der Mitgliedsgemeinden nicht über acht liegen darf, gab es am selben Tag folgende Änderungen:
- Die Gemeinden Heinrichsberg (381 Einwohner) und Loitsche (655 Einwohner) schlossen sich zur Gemeinde Loitsche-Heinrichsberg (1.036 Einwohner) zusammen.
- Die Gemeinden Born (230 Einwohner), Hillersleben (808 Einwohner) und Neuenhofe (771 Einwohner) schlossen sich zur Gemeinde Westheide (1.809 Einwohner) zusammen.
- Die Gemeinden Burgstall (595 Einwohner), Cröchern (274 Einwohner), Dolle (557 Einwohner) und Sandbeiendorf (277 Einwohner) schlossen sich zur neuen Gemeinde Burgstall (1.703 Einwohner) zusammen.
- Die Gemeinden Angern (1.302 Einwohner), Bertingen (184 Einwohner), Mahlwinkel (576 Einwohner) und Wenddorf (110 Einwohner) schlossen sich zur neuen Gemeinde Angern (2.172 Einwohner) zusammen.

Die angegebenen Einwohnerzahlen beziehen sich jeweils auf den Stichtag 31. Dezember 2008. 
Die Neubildung der Gemeinde Lindhorst als 8. Mitgliedsgemeinde aus einem Teil der Gemeinde Colbitz heraus scheiterte trotz mehrfachem eindeutigem Votums der Bürger im Ortsteil Lindhorst und der Erfüllung aller Voraussetzungen zunächst an einer Entscheidung des Colbitzer Gemeinderates und vorerst endgültig an einem Bürgerentscheid am 7. Juni 2009 in der gesamten Gemeinde Colbitz an den Nein-Stimmen im Ortsteil Colbitz.

## Politik

### Verbandsgemeinderat und Verbandsgemeindebürgermeister
Bei den Kommunalwahlen am 9. Juni 2024 wurden 22 Verbandsgemeinderäte gewählt. Die Wahlbeteiligung lag bei 67,7 Prozent. Die Sitze verteilen sich auf die einzelnen Parteien, Wählergruppen und Einzelbewerber wie folgt:
| Partei / Liste / Einzelbewerber                                     | Stimmenanteil | Sitze |
| ------------------------------------------------------------------- | ------------- | ----- |
| CDU                                                                 | 29,70 %       | 6     |
| AfD                                                                 | 23,19 %       | 5     |
| DIE LINKE                                                           | 4,13 %        | 1     |
| SPD                                                                 | 7,57 %        | 2     |
| Bürger für Angern (BfA)                                             | 8,85 %        | 2     |
| Feuerwehr Elbe-Heide                                                | 5,15 %        | 1     |
| Wählergemeinschaft Burgstall, Dolle, Cröchern, Blätz, Sandbeiendorf | 7,56 %        | 2     |
| Bürger für Colbitz/Lindhorst (BfC/L)                                | 4,76 %        | 1     |
| Bürgerinitiative Westheide                                          | 7,37 %        | 2     |
| EB Mewes                                                            | 1,71 %        | 0     |

Am 15. Oktober 2023 wurde Stefan Crackau mit 68,6 % Prozent zum Verbandsgemeindebürgermeister gewählt.

### Wappen
Das Wappen wurde am 18. Februar 2010 durch den Landkreis genehmigt.
Blasonierung: „In Gold ein blauer Göpel, belegt mit einer fliegenden silbernen Lerche.“
Das Wappen wurde vom Magdeburger Kommunalheraldiker Jörg Mantzsch gestaltet. Als Vorlage zum Wappen diente das Wappen der vorherigen Verwaltungsgemeinschaft Elbe-Heide, wobei sich nur Farbänderungen feststellen lassen. Die Neugestaltung war nur aufgrund der Neugründung der Verbandsgemeinde nötig.

### Flagge
Die Flagge ist blau-weiß-blau (1:4:1) gestreift (Querform: Streifen waagerecht verlaufend, Längsform: Streifen senkrecht verlaufend) und mittig mit dem Verbandsgemeindewappen belegt.

## Verkehr
Durch das Verbandsgemeindegebiet führt die Bundesstraße 189. Nach der Fertigstellung der sich in Planung befindenden Bundesautobahn 14 wird es die Anschlussstellen Colbitz und Burgstall geben. Außerdem führt die Amerikalinie durch das Gebiet.